# 平井一臣
平井 一臣（ひらい かずおみ、1958年4月30日 - ）は、日本の政治学者、鹿児島大学名誉教授。専攻は日本政治史、地域政治。博士（法学）。

## 来歴
宮崎県都城市生まれ。北海道虻田郡倶知安町で少年時代を過ごす。1977年3月熊本県立済々黌高等学校卒業。1982年3月九州大学法学部卒業。1984年3月九州大学大学院法学研究科博士前期課程修了し、法学修士の学位を取得。1987年3月九州大学法学研究科後期博士課程単位取得退学、同年4月より九州大学法学部助手。1989年4月鹿児島大学教養部講師、翌1990年4月より助教授。教養部の廃止にともない1997年4月より鹿児島大学法文学部経済情報学科助教授、2001年10月教授に昇任。論文「「地域ファシズム」の歴史像 国家改造運動と地域政治社会」により九州大学から1998年3月17日博士（法学）の学位を授与される。鹿児島大学教授の間、法文学部長（2012年4月～2016年3月）、附属図書館長（2016年4月～2017年3月）、副学長（2016年4月～2019年3月）、理事（2017年4月～2019年3月）を歴任。その他、日本地方政治学会・日本地域政治学会理事長（2021年7月～）、北海道大学スラブ・ユーラシア研究センター共同研究員（2022年4月～）等を務める。
2024年3月に鹿児島大学を定年退職し、4月付で鹿児島大学名誉教授の称号を授与されて、法文学部附属「鹿児島の近現代」教育研究センター客員研究員となる。

## 著書
- 『「地域ファシズム」の歴史像 国家改造運動と地域政治社会』法律文化社 2000
- 『首長の暴走 あくね問題の政治学』法律文化社 2011
- 『ベ平連とその時代: 身ぶりとしての政治』有志舎 2020

### 共編著
- 『自分からの政治学』石川捷治共編 法律文化社 1996
- 『地方自治利権と諦めに終止符を』五十嵐敬喜、坂東義雄、増本亨、続博治、平神純子共著  地方議員と市民の政策研究会編 南方新社 1998
- 『地域から問う国家・社会・世界 「九州・沖縄」から何が見えるか』石川捷治共編 ナカニシヤ出版 2000
- 『実践の政治学』畑山敏夫共編 法律文化社 2001
- 『終わらない20世紀 東アジア政治史1894～』石川捷治共編 法律文化社 2003
- 『かかわりの政治学』編 法律文化社 2005
- 『新・実践の政治学』畑山敏夫共編 法律文化社 2007
- 『地方議会再生 名古屋・大阪・阿久根から』加茂利男,白藤博行,加藤幸雄,榊原秀訓,柏原誠共著 自治体研究社 2011
- 『ポスト・フクシマの政治学 新しい実践の政治学をめざして』畑山敏夫共編著 法律文化社 2014
- 『知られざる境界のしま・奄美 (ブックレット・ボーダーズ8) 』平井一臣編著 北海道大学出版会 2021
- 『つながる政治学〔改訂版〕: 12の問いから考える』土肥勲嗣共編著 法律文化社 2022

## 論文
- 平井一臣